# Dnovsky (huyện)
Huyện Dnovsky (tiếng Nga: ? райо́н) là một huyện hành chính tự quản (raion), của Tỉnh Pskov, Nga. Huyện có diện tích 1150 kilômét vuông, dân số thời điểm ngày 1 tháng 1 năm 2000 là 18300 người. Trung tâm của huyện đóng ở Dno.